# Anomala ciliatipes
Anomala ciliatipes är en skalbaggsart som beskrevs av Gilbert John Arrow 1917. Anomala ciliatipes ingår i släktet Anomala och familjen Rutelidae. Inga underarter finns listade i Catalogue of Life.